# تراز

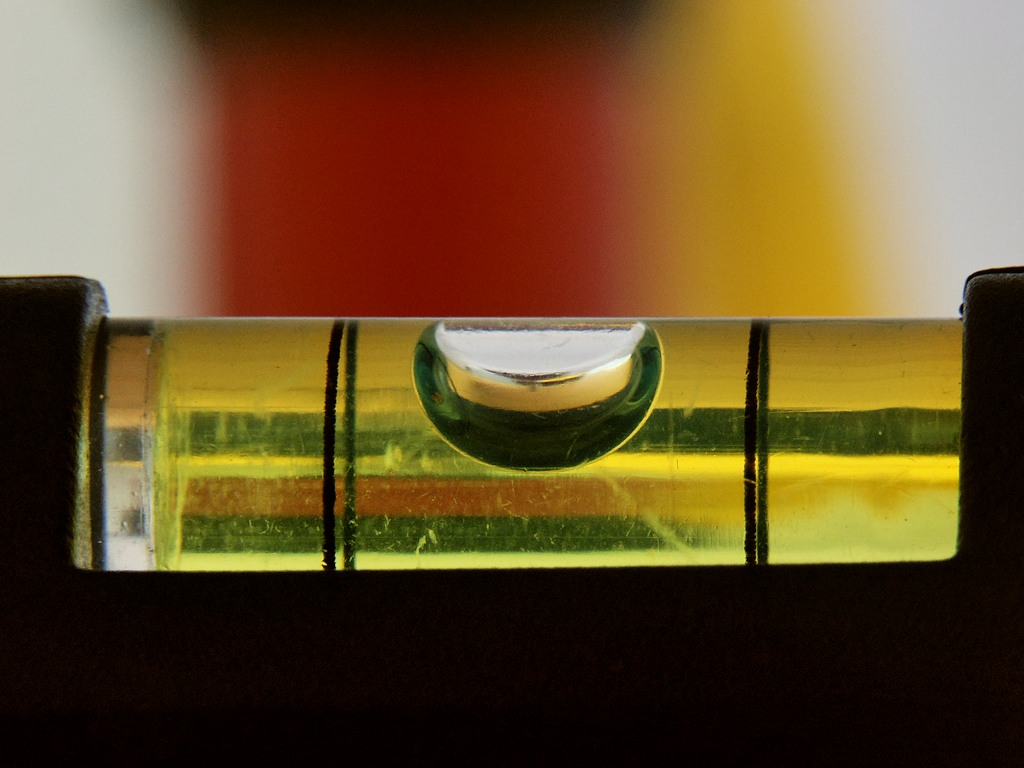
تراز حبابی

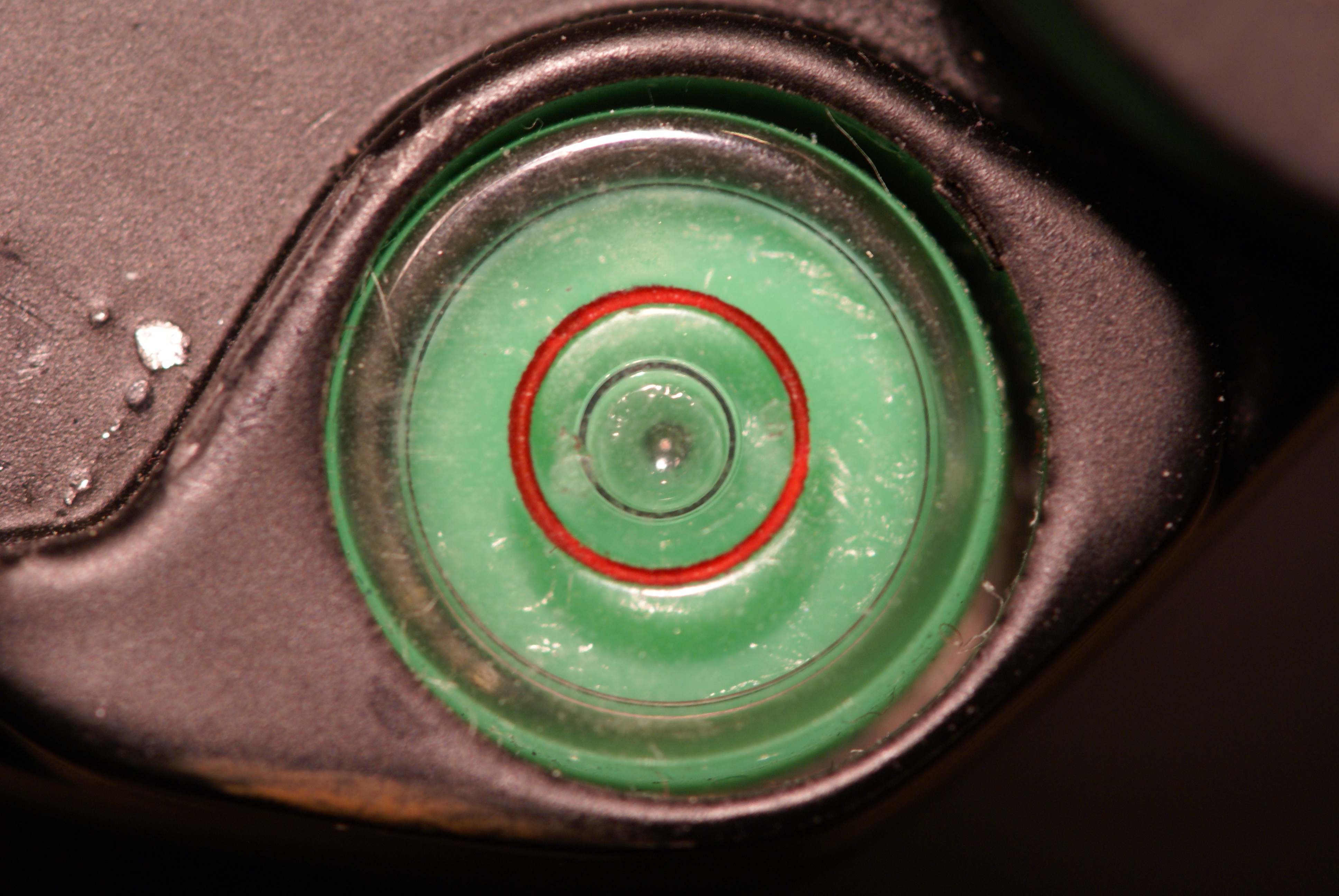
تراز چشم‌گاوی

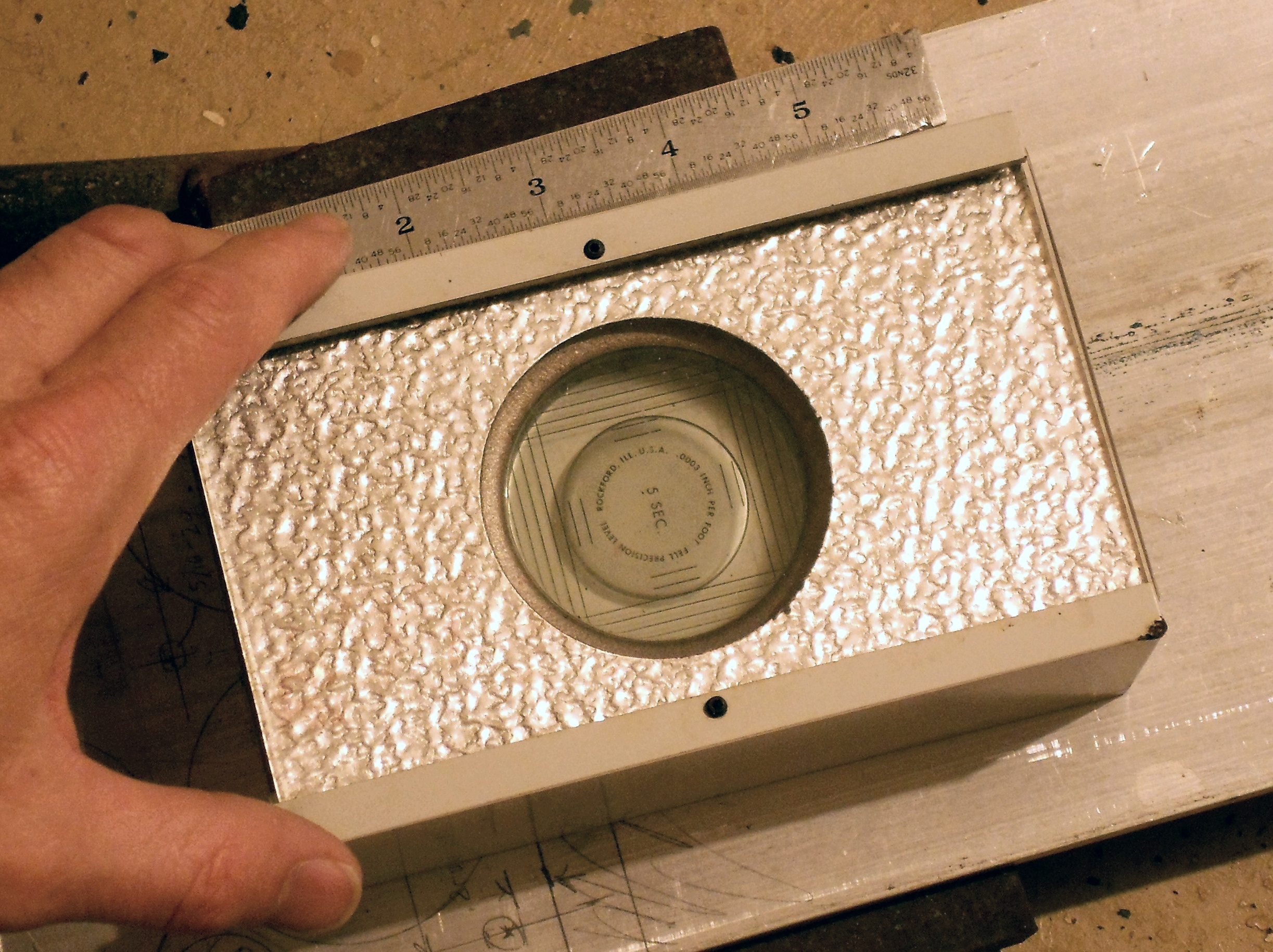
ترازوی چشم‌گاوی عددی

تراز، ابزار اندازه‌گیری برای تشخیص افقی (تراز) یا عمودی (شاغول) بودن سطوح است. انواع مختلفی از تراز توسط نجارها، سنگ‌تراشان، بناها، نقشه‌بردارها، عکاسان و فیلمبرداران استفاده می‌شود.
بسیاری از تلفن‌های همراه امروزی مجهز به تراز هستند که با استفاده از شتاب‌سنج گوشی کار می‌کنند.

## اجزاء
ترازهای اولیه دارای استوانه‌ای شیشه‌ای یا قوس بسیار کم و قطر داخلی ثابت در هر جهت بودند. این استوانهٔ شیشه‌ای به‌طور ناکامل با مایعی پر می‌شد به‌طوری که حبابی در آن باقی بماند. قوس اندک اوله به سمت بالا باعث می‌شد که حباب بتواند در وسط کوله، بالاترین نقطه ثابت بماند. 

## کالیبراسیون
برای بررسی دقت یک تراز نیازی به سطحی کاملاً افقی نیست. تراز را روی سطحی مسطح و تقریباً صاف می‌گذاریم و آنقدر می‌چرخانیم تا حباب دقیقاً در وسط لولهٔ شیشه‌ای قرار گیرد. سپس تراز را دقیقاً ۱۸۰ درجه می‌چرخانیم. اگر حباب دقیقاً در وسط لوله قرار گرفت تراز کالیبره است.